# Symplocos pyrifolia
Symplocos pyrifolia är en tvåhjärtbladig växtart som beskrevs av Nathaniel Wallich och George Don jr. Symplocos pyrifolia ingår i släktet Symplocos och familjen Symplocaceae. Inga underarter finns listade i Catalogue of Life.